# Agente Jo Walker - Operazione Estremo Oriente
Agente Jo Walker - Operazione Estremo Oriente (Kommissar X - In den Klauen des goldenen Drachen) è un film del 1966 diretto da Gianfranco Parolini (accreditato come Frank Kramer). É il quinto film della saga Kommissar X.

## Trama
Il detective Jo Walker detto Kommissar X e il capitano della polizia di New York Tom Rowland vengono inviati a Singapore per proteggere il professor Akron e un filtro laser che può essere utilizzato per spegnere i motori elettrici a chilometri di distanza, il che significa un'arma di distruzione di massa se cade nelle mani sbagliate.